# Astryld czerwonosterny
Astryld czerwonosterny, astryld lawendowy (Brunhilda caerulescens) – gatunek małego ptaka z rodziny astryldowatych (Estrildidae). Występuje w Afryce Zachodniej i Środkowej. Gatunek monotypowy. Nie jest zagrożony wyginięciem.

## Taksonomia
Po raz pierwszy gatunek opisał Louis Pierre Vieillot w 1817. Nowemu gatunkowi nadał nazwę Fringilla cœrulescens. Obecnie (2024) Międzynarodowy Komitet Ornitologiczny umieszcza astrylda czerwonosternego w rodzaju Glaucestrilda. Uznaje epitet gatunkowy caerulescens, chociaż badania oryginalnego tekstu Vieillota wskazują, że powinien on brzmieć coerulescens. Autorzy Kompletnej listy ptaków świata umieszczają ten gatunek w rodzaju Brunhilda.

## Morfologia
Długość ciała wynosi około 10 cm; masa ciała 8–15,1 g. Samiec i samica wyglądają tak samo. Ma gruby, czarny pasek oczny i dość krótki, ciemnoszary dziób. Wierzch ciała popielaty, brzuch i boki ciała grafitowe. Kuper, pokrywy podogonowe oraz sam ogon ciemnoczerwone, z białymi plamami. Ich ilość i rozmieszczenie jest różne. Sam ogon dosyć długi. Młode podobne do osobników dorosłych, lecz są bardziej matowe i mają jaśniejszy dziób.

## Występowanie i siedlisko
Zachodnia i środkowa Afryka. Obszar od Senegalu, Gambii i Gwinei Bissau do północnego Kamerunu, południowo-zachodniego Czadu i północnej Republiki Środkowoafrykańskiej. Introdukowany na Hawajach. Gniazdują na łąkach, terenach uprawnych, a także w parkach i ogrodach.

## Lęgi
Samica składa od 3 do 6 białych jaj. Inkubacja trwa 16 dni i wysiadują oba ptaki z pary. Porost piór u młodych trwa maksymalnie 20 dni.

## Status
Międzynarodowa Unia Ochrony Przyrody (IUCN) uznaje astrylda czerwonosternego za gatunek najmniejszej troski (LC, least concern) nieprzerwanie od 1988 roku. Ze względu na brak dowodów na spadki liczebności bądź istotne zagrożenia dla gatunku BirdLife International ocenia trend liczebności populacji jako prawdopodobnie stabilny.

## Informacje dla hodowców
Trzymany jest w klatkach, a także w wolierach. Trzeba zasiać dno pomieszczenia trawą, w której będzie gniazdował. Musi mieć przestrzeń, gdyż bardzo lubi latać. By pomóc w lęgach, można położyć koszyczki lęgowe. W okresie lęgowym należy odseparować te ptaki od innych przedstawicieli swojego gatunku i blisko spokrewnionych gatunków. Raczej przyjazny wobec małych ptaków. Do jedzenia należy podawać mu proso, kanar, włośnicę ber, dojrzałe nasiona traw, zieleninę (warzywa), żwirek. Czasami zjada nietypowy dla siebie pokarm np. owoce, a w okresie lęgowym dobrze im zrobi nektar dla kolibrów.